# Bò sát có vảy
Bộ Có vảy hay bò sát có vảy (danh pháp khoa học: Squamata) là một bộ bò sát lớn nhất hiện nay, bao gồm các loài thằn lằn và rắn. Các loài của bộ này được phân biệt do bộ da có vảy sừng (hay tấm sừng) của chúng. Chúng còn có đặc điểm là có xương vuông giúp di chuyển hàm trên và xương sọ. Điều này thấy rõ ở loài rắn khi chúng có thể há miệng rất rộng để nuốt con mồi.
Kích cỡ của chúng chênh lệch nhau nhiều nhất so với bò sát khác, loài nhỏ nhất chỉ có 16 mm chiều dài như ở tắc kè tí hon Jaragua (Sphaerodactylus ariasae) và loài dài nhất là 8 m như ở trăn anaconda (Eunectes murinus).

## Phân loại
Phân loại cổ điển tách bộ Bò sát có vảy thành 3 phân bộ (bộ phụ) sau:
- Phân bộ Thằn lằn (Lacertilia), gồm các loài thằn lằn;
- Phân bộ Rắn (Serpentes), bao gồm các loài rắn;
- Phân bộ Amphisbaenia (thằn lằn giun).

Trong số này, các loài thằn lằn hợp thành nhóm cận ngành. Trong các hệ thống phân loại mới hơn thì tên gọi Sauropsida được dùng cho các loài bò sát và chim nói chung, và Squamata được chia ra như sau:
- Phân bộ Kỳ nhông (Iguania), bao gồm các loài kỳ nhông và tắc kè hoa.
- Phân bộ Scleroglossa
  - Phân thứ bộ Tắc kè (Gekkota), các loài tắc kè, thằn lằn mù, thằn lằn không chân.
  - Phân thứ bộ Thằn lằn rắn (Anguimorpha), các loài kỳ đà, thằn lằn rắn.
  - Phân thứ bộ Scincomorpha, các loài thằn lằn bóng, thằn lằn châu Âu thông thường.
- Phân bộ Rắn (Serpentes), các loài rắn.
  - Phân thứ bộ Alethinophidia, các loài rắn lục, trăn, rắn hổ mang, v.v.
  - Phân thứ bộ Scolecophidia, các loài rắn mù.
- Phân bộ Amphisbaenia

Quan hệ giữa các cận bộ này vẫn còn chưa rõ ràng, mặc dù những nghiên cứu gần đây cho là một số họ động vật của bộ này có thể tạo thành một tập hợp các loài bò sát có nọc độc trên lý thuyết, ngành này bao gồm đa số (tới 60%) các loài bò sát có vảy. Được đặt tên là Toxicofera (bò sát có nọc độc), nó bao gồm các nhóm sau trong phân loại truyền thống:
- Phân bộ Serpentes (rắn)
- Phân bộ Iguania (tắc kè hoa, kỳ nhông, v.v.)
  - Cận bộ Anguimorpha, bao gồm:
    - Họ Varanidae (kỳ đà, rồng Komodo)
    - Họ Anguidae (thằn lằn rắn, thằn lằn thủy tinh, v.v.)
    - Họ Helodermatidae (quái vật Gila và thằn lằn đốm Mexico)

## Hình ảnh

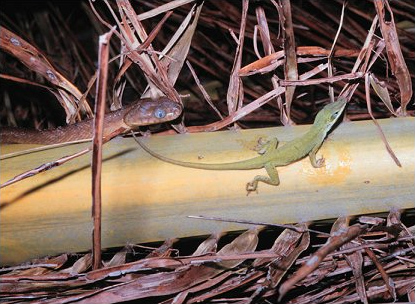
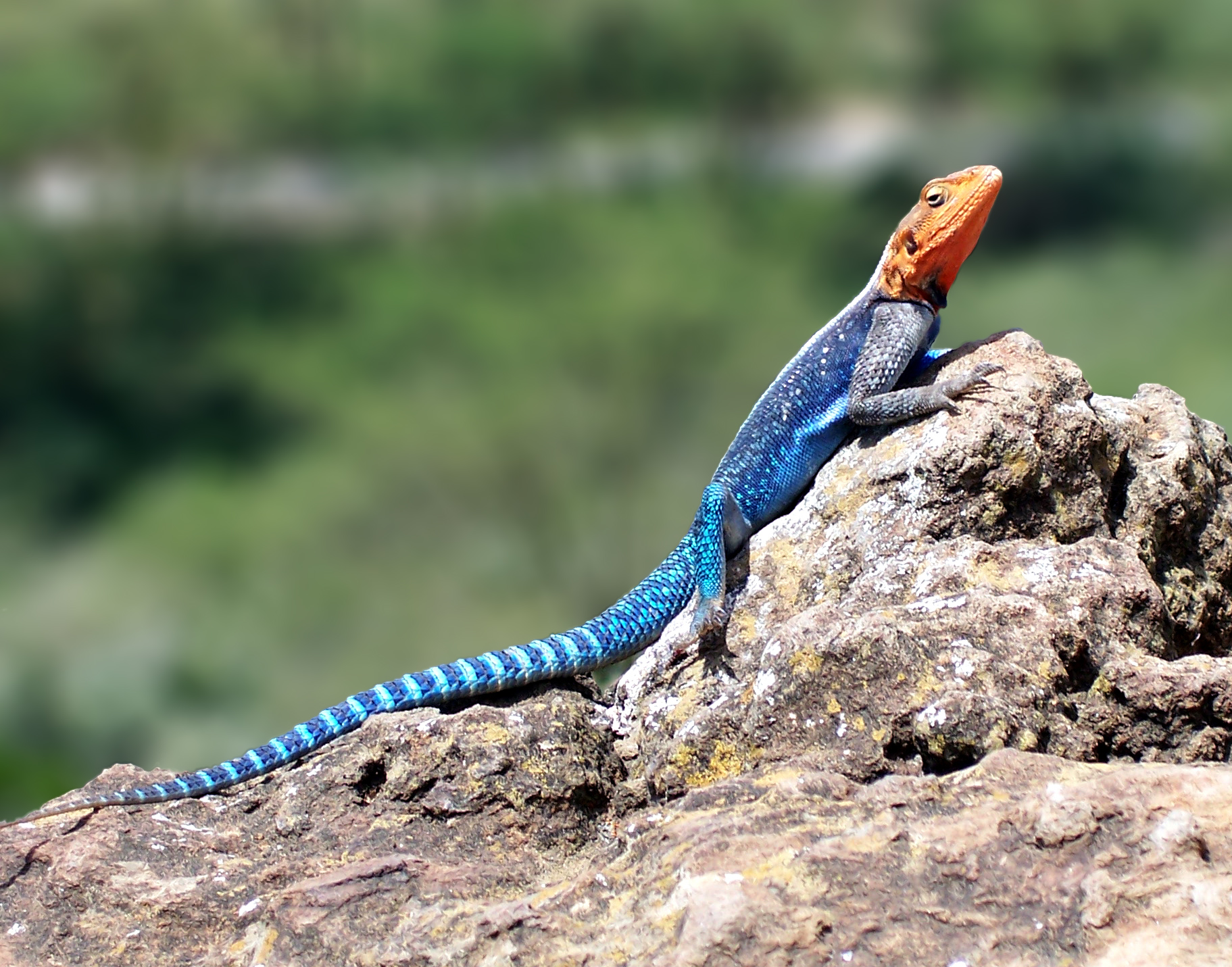
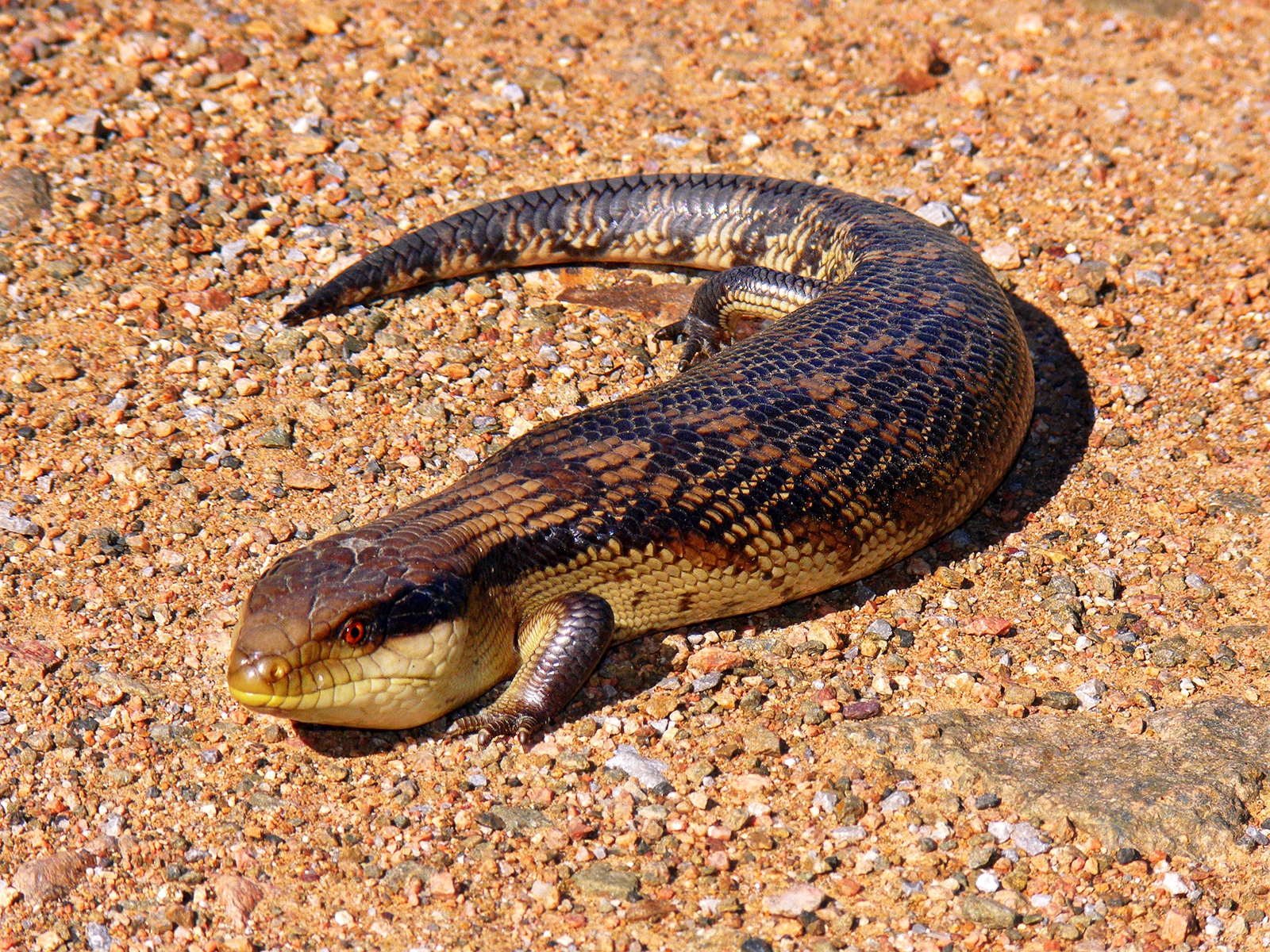
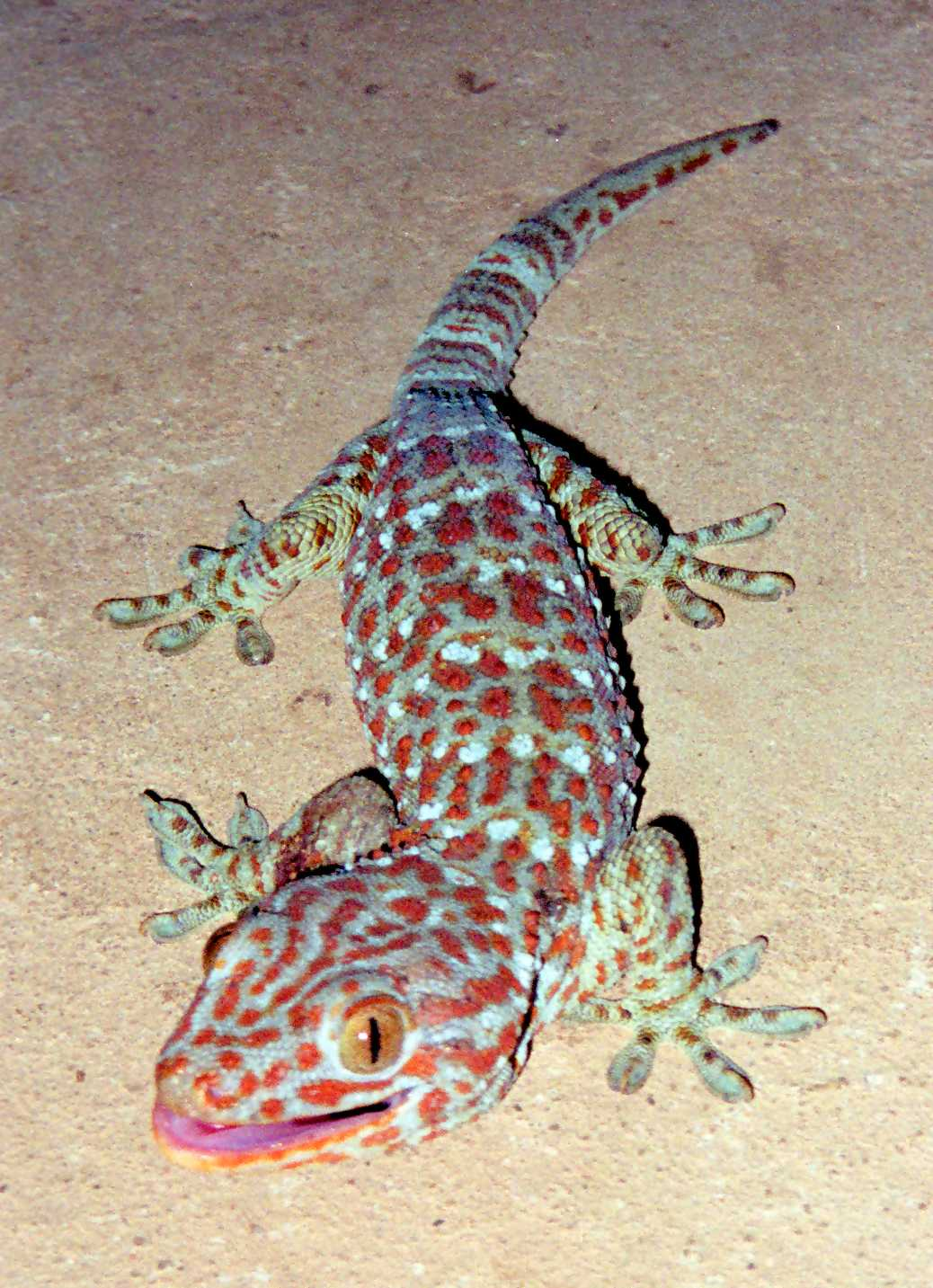

## Các họ
| Amphisbaenia                                     |                                            |                                                         |          |
| Họ                                               | Tên thường gọi                             | Loài đặc trưng                                          | Hình ảnh |
| Amphisbaenidae Gray, 1865                        | thằn lằn giun nhiệt đới                    | thằn lằn giun Darwin (Amphisbaena darwinii)             |          |
| Bipedidae Taylor, 1951                           | thằn lằn giun Bipes                        | thằn lằn đốm Mexico (Bipes biporus)                     |          |
| Rhineuridae Vanzolini, 1951                      | thằn lằn giun Bắc Mỹ                       | thằn lằn giun Bắc Mỹ (Rhineura floridana)               |          |
| Trogonophidae Gray, 1865                         | thằn lằn giun Cổ Bắc cực                   | thằn lằn giun bàn cờ (Trogonophis wiegmanni)            |          |
| Diploglossa                                      |                                            |                                                         |          |
| Họ                                               | Tên thường gọi                             | Loài đặc trưng                                          | Hình ảnh |
| Anguidae Oppel, 1811                             | thằn lằn rắn                               | Anguis fragilis (Anguis fragilis)                       |          |
| Anniellidae Gray, 1852                           | thằn lằn không chân châu Mỹ                | thằn lằn không chân California (Anniella pulchra)       |          |
| Xenosauridae Cope, 1866                          | thằn lằn cá sấu                            | thằn lằn cá sấu Trung Quốc (Shinisaurus crocodilurus)   |          |
| Gekkota                                          |                                            |                                                         |          |
| Họ                                               | Tên thường gọi                             | Loài đặc trưng                                          | Hình ảnh |
| Dibamidae Boulenger, 1884                        | thằn lằn mù                                | Dibamus nicobaricum                                     | -        |
| Gekkonidae Gray, 1825                            | tắc kè                                     | Tắc kè đuôi dày (Underwoodisaurus milii)                |          |
| Pygopodidae Boulenger, 1884                      | thằn lằn không chân                        | thằn lằn rắn Burton (Lialis burtonis)                   | -        |
| Iguania                                          |                                            |                                                         |          |
| Họ                                               | Tên thường gọi                             | Loài đặc trưng                                          | Hình ảnh |
| Agamidae Spix, 1825                              | nhông                                      | rồng có râu miền Tây (Pogona barbata)                   |          |
| Chamaeleonidae Gray, 1825                        | tắc kè hoa                                 | tắc kè hoa đeo mạng (Chamaeleo calyptratus)             |          |
| Corytophanidae Frost & Etheridge, 1989           | thằn lằn đội mũ                            | Basiliscus plumifrons                                   |          |
| Crotaphytidae Frost & Etheridge, 1989            | thằn lằn báo hay thằn lằn có vòng cổ       | thằn lằn có vòng cổ thông thường (Crotaphytus collaris) |          |
| Hoplocercidae Frost & Etheridge, 1989            | thằn lằn cây                               | kỳ nhông đuôi gậy (Hoplocercus spinosus)                | -        |
| Iguanidae                                        | kỳ nhông                                   | kỳ nhông biển (Amblyrhynchus cristatus)                 |          |
| Leiosauridae Frost và ctv., 2001                 | -                                          | kỳ nhông Darwin (Diplolaemus darwinii)                  | -        |
| Opluridae Frost & Etheridge, 1989                | kỳ nhông Madagasca                         | Chalarodon (Chalarodon madagascariensis)                | -        |
| Phrynosomatidae Frost & Etheridge, 1989          | thằn lằn không tai                         | thằn lằn không tai lớn (Cophosaurus texanus)            |          |
| Polychrotidae Frost & Etheridge, 1989            | thằn lằn anolis                            | thằn lằn anolis Carolina (Anolis carolinensis)          |          |
| Tropiduridae Frost & Etheridge, 1989             | thằn lằn đất tân nhiệt đới                 | (Microlophus peruvianus)                                |          |
| Platynota                                        |                                            |                                                         |          |
| Họ                                               | Tên thường gọi                             | Loài đặc trưng                                          | Hình ảnh |
| Helodermatidae                                   | quái vật Gila                              | quái vật Gila (Heloderma suspectum)                     |          |
| Lanthanotidae                                    | kỳ đà không tai                            | kỳ đà không tai (Lanthanotus borneensis)                | -        |
| Varanidae                                        | kỳ đà                                      | kỳ đà khổng lồ (Varanus giganteus)                      |          |
| Scincomorpha                                     |                                            |                                                         |          |
| Họ                                               | Tên thường gọi                             | Loài đặc trưng                                          | Hình ảnh |
| Cordylidae                                       | thằn lằn khoang                            | thằn lằn khoang Warren (Cordylus warreni)               |          |
| Gerrhosauridae                                   | thằn lằn mạ                                | thằn lằn mạ Sudan (Gerrhosaurus major)                  |          |
| Gymnophthalmidae                                 | thằn lằn đeo kính                          | -                                                       | -        |
| Lacertidae Oppel, 1811                           | thằn lằn chính thức hay thằn lằn bám tường | thằn lằn có mắt (Lacerta lepida)                        |          |
| Scincidae Oppel, 1811                            | thằn lằn bóng                              | thằn lằn lưỡi xanh miền Tây (Tiliqua occipitalis)       |          |
| Teiidae                                          | thằn lằn cáo                               | thằn lằn cáo xanh (Tupinambis teguixin)                 |          |
| Xantusiidae                                      | thằn lằn đêm                               | thằn lằn đêm granit (Xantusia henshawi)                 |          |
| Alethinophidia                                   |                                            |                                                         |          |
| Họ                                               | Tên thường gọi                             | Loài đặc trưng                                          | Hình ảnh |
| Acrochordidae Bonaparte, 1831                    | rắn rầm ri                                 | rắn rầm ri cá (Acrochordus granulatus)                  |          |
| Aniliidae Stejneger, 1907                        | rắn giả san hô                             | rắn giả san hô (Anilius scytale)                        |          |
| Anomochilidae Cundall, Wallach và Rossman, 1993. | rắn xe điếu tí hon                         | rắn xe điếu Leonard (Anomochilus leonardi)              |          |
| Atractaspididae Günther, 1858                    | rắn lục đốm                                | rắn lục Bibron (Atractaspis bibroni)                    |          |
| Boidae Gray, 1825                                | trăn                                       | trăn cây Amazon (Corallus hortulanus)                   |          |
| Bolyeriidae Hoffstetter, 1946                    | trăn đảo Round                             | trăn đảo Round (Bolyeria multocarinata)                 |          |
| Colubridae Oppel, 1811                           | rắn nước                                   | rắn cỏ (Natrix natrix)                                  |          |
| Cylindrophiidae Fitzinger, 1843                  | rắn xe điếu châu Á                         | rắn trun (Cylindrophis ruffus)                          |          |
| Elapidae Boie, 1827                              | rắn hổ                                     | rắn hổ mang chúa (Ophiophagus hannah)                   |          |
| Loxocemidae Cope, 1861                           | trăn Mexico                                | trăn Mexico (Loxocemus bicolor)                         |          |
| Pythonidae Fitzinger, 1826                       | trăn                                       | trăn hoàng gia (Python regius)                          |          |
| Tropidophiidae Brongersma, 1951                  | trăn cây                                   | trăn lông mi miền Bắc (Trachyboa boulengeri)            |          |
| Uropeltidae Müller, 1832                         | rắn đuôi khiên, rắn đuôi ngắn              | rắn đuôi khiên Cuvier (Uropeltis ceylanica)             |          |
| Viperidae Oppel, 1811                            | rắn lục                                    | rắn lục châu Âu (Vipera aspis)                          |          |
| Xenopeltidae Bonaparte, 1845                     | rắn mống                                   | rắn mống (Xenopeltis unicolor)                          |          |
| Scolecophidia                                    |                                            |                                                         |          |
| Họ                                               | Tên thường gọi                             | Loài đặc trưng                                          | Hình ảnh |
| Anomalepidae Taylor, 1939                        | rắn mù hoàng hôn                           | rắn mù hoàng hôn (Liotyphlops beui)                     |          |
| Leptotyphlopidae Stejneger, 1892                 | rắn mù gầy                                 | rắn mù Texas (Leptotyphlops dulcis)                     |          |
| Typhlopidae Merrem, 1820                         | rắn giun, rắn mù                           | rắn mù đen (Typhlops reticulatus)                       |          |